# رضا بنی‌اسدی‌فر
رضا بنی‌اسدی‌فر سرتیپ‌دوم فرماندهی انتظامی جمهوری اسلامی ایران است، که هم‌اکنون به‌عنوان فرمانده یگان‌های انتظامی و حفاظتی فراجا فعالیت می‌کند.
وی از ۱۳۸۸ تا ۱۳۹۰ فرمانده انتظامی جیرفت بود، از ۱۳۹۰ تا ۱۳۹۲ ریاست پلیس امنیت عمومی فرماندهی انتظامی استان کرمان را برعهده داشت، از ۱۳۹۲ تا ۱۳۹۴ به‌عنوان رئیس پلیس اطلاعات و امنیت عمومی فرماندهی انتظامی استان کرمان فعالیت می‌کرد و در فاصله سال‌های ۱۳۹۴ تا ۱۳۹۸ فرماندهی انتظامی استان کرمان را برعهده داشت.
بنی‌اسدی‌فر از ۱۳۹۸ تا ۱۳۹۹ مشاور فرمانده نیروی انتظامی بود، از ۱۳۹۹ تا ۱۴۰۱ به‌عنوان جانشین رئیس پلیس پیشگیری ناجا فعالیت می‌کرد و از آبان ماه ۱۴۰۱ تا دی ماه ۱۴۰۲ رئیس پلیس پیشگیری فراجا بود.